# Hugo de Leon Guimarães
Hugo de Leon Guimarães da Silva (ur. 4 lipca 1990) – brazylijski siatkarz, grający na pozycji przyjmującego. 

## Sukcesy klubowe
Mistrzostwo Niemiec:
- 2019

## Nagrody indywidualne
- 2016: Najlepszy serwujący greckiej ligi w sezonie 2015/2016